# 343
343（三百四十三、さんびゃくよんじゅうさん）は自然数、また整数において、342の次で344の前の数である。

## 性質
- 343は合成数であり、約数は 1, 7, 49, 343 である。
  - 約数の和は400。
    - 343の約数の和 1 + 71 + 72 + 73 は400であり平方数である。約数の和が平方数になる18番目の数である。1つ前は322、次は345。
    - 約数関数から導き出される数列 {\displaystyle a_{n}=\sigma (a_{n-1})} はその初期値によって異なる数列になる。異なる数列になる28番目の初期値(最小の値)を表す数である。1つ前は315、次は424。(ただし1を除く)(オンライン整数列大辞典の数列 A257348)
- 343 = 73
  - 7番目の立方数である。1つ前は216、次は512。
  - n = 3 のときの 7n の値とみたとき1つ前は49、次は2401。
  - n = 3 のときの (2n + 1)n の値とみたとき1つ前は25、次は6561。(オンライン整数列大辞典の数列 A085527)
  - 素数 p = 3 のときの 7p の値とみたとき1つ前は49、次は16807。(オンライン整数列大辞典の数列 A269327)
  - 素数 p = 7 のときの p3 の値とみたとき1つ前は125、次は1331。(オンライン整数列大辞典の数列 A030078)
  - (素数)(素数) の形で表せる14番目の数である。1つ前は289、次は361。(オンライン整数列大辞典の数列 A053810)
  - 343 = (3 + 4)3 であり、10番目のフリードマン数。1つ前は289、次は347。また2番目のナイスフリードマン数であり、1つ前は127、次は736。
    - 立方数がフリードマン数になる3番目の数である。1つ前は216、次は3375。

  - x2+  y5（ x , y > 1 ）の形で表される最小の正整数となる立方数である（343 = 102+  35）(オンライン整数列大辞典の数列 A070066)。
  - 343 = 7 × 72
    - n = 7 のときの 7n2 の値とみたとき1つ前は252、次は448。(オンライン整数列大辞典の数列 A033582)

  - 343 = 1 × 7 × 49
    - 初項 1、公比 7 の等比数列における第3項までの総乗である。1つ前は7、次は117649。(オンライン整数列大辞典の数列 A109493)
      - この値は n = 3 のときの 7n(n−1)/2 の値である。
- 44番目の回文数である。1つ前は333、次は353。
  - 中央の数が両側の数より1大きい12番目の数である。1つ前は232、次は454。(オンライン整数列大辞典の数列 A134810)
(2019年3月現在、英語及び日本語訳の頁がないがGiza number(Gizaはギザのピラミッドの地名)と名付けられている。)
  - 3つの回文数の積で表せる8番目の回文数である。1つ前は252、次は363。(オンライン整数列大辞典の数列 A078895)
  - 3番目の回文立方数である。1つ前は8、次は1331。
- 数字列343とみたとき増加して減少し、最初の桁の数と最後の桁の数が同じ16番目の数である。1つ前は292、次は353。(ただし1桁の数は除く)(オンライン整数列大辞典の数列 A193407)
- 343 = 180 + 181 + 182
  - 十八進法で111になる。
    - 従って、十八進法では、7の冪指数が3以下の場合、循環節は3になる。

  - 1 + k + k2 の形で表される唯一の累乗数 (k = 18 , e = 2) である (Nagell, 1921 および Ljunggren, 1942)。
  - 1 + k + k2 +…+ ke が累乗数になるのはk = 7, e = 3の場合（ 1 + 71 + 72 + 73 = 202) と k = 3, e = 4 の場合 (1 + 3 + 32 + 33 + 34 = 112)とk = 18, e = 2の場合( 1 + 181 + 182 =  73 =343 )の３通りのみに限られると予想されているが、未だに解決されていない。この問題は、 Nagell-Ljunggren 方程式と呼ばれる(オンライン整数列大辞典の数列 A208242)。
  - a = 18 のときの a0 + a1 + a2 の値とみたとき1つ前は307、次は381。
  - 18の累乗和と見た時、1つ前は19（11(18)）、次は6175（1111(18)）。(オンライン整数列大辞典の数列 A218721)
  - 343 = 183 − 1/18 − 1 = 193 + 1/19 + 1
  - この形の4番目の回文数である。1つ前は111、次は757。(オンライン整数列大辞典の数列 A028414)
- 各位の和が10になる33番目の数である。1つ前は334、次は352。
- 343 = 13 + 13 + 53 + 63
  - 4つの正の数の立方数の和で表せる76番目の数である。1つ前は341、次は345。(オンライン整数列大辞典の数列 A003327)

## その他 343 に関すること
- 年始から数えて343日目は12月9日、閏年は12月8日。
- 西暦343年
- 紀元前343年
- A340－300型機の略。A343
- 343空 - 第三四三海軍航空隊の略。
- 343 Industries - アメリカ合衆国のゲーム会社。